# Bolivie aux Jeux olympiques d'hiver de 1980
L'équipe olympique de Bolivie  a participé aux  Jeux olympiques d'hiver de 1980 à Lake Placid aux États-Unis. C’était sa deuxième participation aux Jeux olympiques d'hiver et son équipe de trois athlètes ne remporta pas de médaille.

## Délégation
Le tableau suivant montre le nombre d'athlètes boliviens dans chaque discipline :
| Sport     | Hommes | Femmes | Total |
| --------- | ------ | ------ | ----- |
| Ski Alpin | 3      | 0      | 3     |
| Total     | 3      | 0      | 3     |

## Résultats

### Ski alpin
Hommes
| Athlète               | Épreuve      | Manche 1 | Manche 1 | Manche 2 | Manche 2 | Total         | Total |
| Athlète               | Épreuve      | Temps    | Rang     | Temps    | Rang     | Temps         | Rang  |
| --------------------- | ------------ | -------- | -------- | -------- | -------- | ------------- | ----- |
| Scott Sánchez         | Descente     |          |          |          |          | DSQ           | –     |
| Billy Farwig          | Descente     |          |          |          |          | 2 min 12 s 66 | 42    |
| Scott Sánchez         | Slalom Géant | DNF      | –        | –        | –        | DNF           | –     |
| Billy Farwig          | Slalom Géant | DNF      | –        | –        | –        | DNF           | –     |
| Victor Hugo Ascarrunz | Slalom Géant | DNF      | –        | –        | –        | DNF           | –     |
| Scott Sánchez         | Slalom       | DNF      | –        | –        | –        | DNF           | –     |
| Billy Farwig          | Slalom       | DNF      | –        | –        | –        | DNF           | –     |
| Victor Hugo Ascarrunz | Slalom       | DNF      | –        | –        | –        | DNF           | –     |